# Jatropha marmorata
Jatropha marmorata är en törelväxtart som beskrevs av Mats Thulin. Jatropha marmorata ingår i släktet Jatropha och familjen törelväxter. Inga underarter finns listade i Catalogue of Life.